# Screaming Lord Sutch

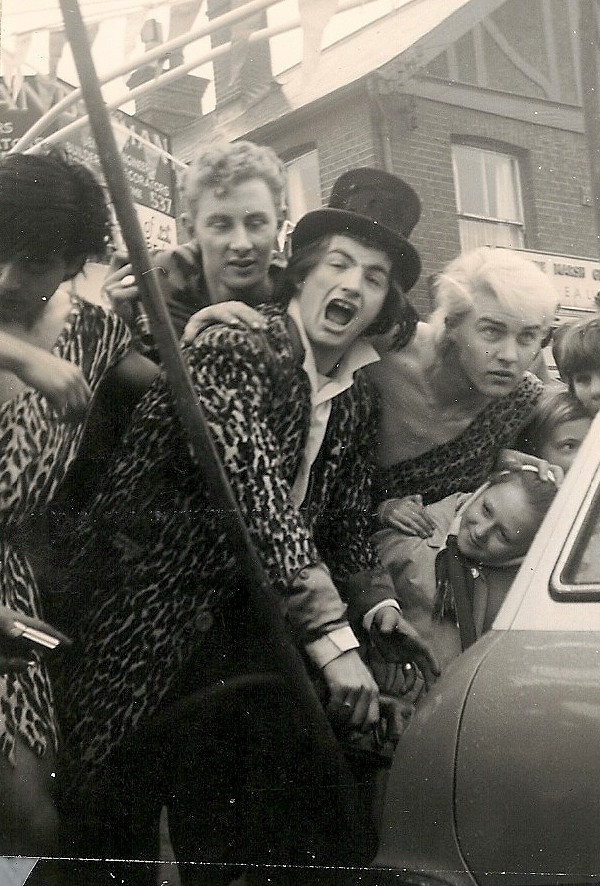
Tony Marsh, Colin Dale, David Edward Sutch (med hatt) och Tony Dangerfield.

David Edward Sutch, artistnamn Screaming Lord Sutch, född 10 november 1940 i Hampstead i norra London, död 16 juni 1999 i South Harrow i Harrow i nordvästra London, var en brittisk musiker och politiker.

## Diskografi i urval
- Lord Sutch and Heavy Friends (1970)
- Hands of Jack the Ripper (1972)
- Alive and Well (Live, 1980)
- Jack the Ripper (Compilation, 19??)
- Rock & Horror (Compilation, 1982) Ace Records CDCHM 65
- Story/Screaming Lord Sutch & The Savages (Compilation, 1991)
- Live Manifesto (Live, 1992)
- Murder in the Graveyard (Live, 1992)
- Raving Loony Party Favourites (Compilation, 1996)
- Monster Rock (Compilation, 2000)
- Midnight Man (EP, 2000)
- Munster Rock (Compilation, 2001)
- The London Rock & Roll Show DVD ASIN: B00007LZ56

## Val som han ställde upp i
| Val               | Valtyp | Valkrets                         | Parti                         | Röster | Andel (%) | Placering | Kandidater |
| ----------------- | ------ | -------------------------------- | ----------------------------- | ------ | --------- | --------- | ---------- |
| 15 augusti 1963   | F      | Stratford-on-Avon                | National Teenage              | 209    | 0,6       | 5:a       | 5          |
| 31 mars 1966      | A      | Huyton 1                         | National Teenage              | 585    | 0,9       | 3:a       | 3          |
| 18 juni 1970      | A      | Cities of London and Westminster | Young Ideas                   | 142    | 0,4       | 5:a       | 5          |
| 10 oktober 1974   | A      | Stafford and Stone               | Go to Blazes                  | 351    | 0,6       | 4:a       | 4          |
| 24 februari 1983  | F      | Bermondsey                       | Official Monster Raving Loony | 97     | 0,3       | 6:a       | 16         |
| 23 mars 1983      | F      | Darlington                       | Official Monster Raving Loony | 374    | 0,7       | 4:a       | 8          |
| 9 juni 1983       | A      | Finchley 1                       | Official Monster Raving Loony | 235    | 0,6       | 5:a       | 11         |
| 28 juli 1983      | F      | Penrith and The Border           | Official Monster Raving Loony | 412    | 1,1       | 4:a       | 8          |
| 1 mars 1984       | F      | Chesterfield                     | Official Monster Raving Loony | 178    | 0,3       | 5:a       | 17         |
| 4 juli 1985       | F      | Brecon and Radnor                | Official Monster Raving Loony | 202    | 0,5       | 5:a       | 7          |
| 10 april 1986     | F      | Fulham                           | Official Monster Raving Loony | 134    | 0,4       | 5:a       | 11         |
| 17 juli 1986      | F      | Newcastle-under-Lyme             | Official Monster Raving Loony | 277    | 0,7       | 4:a       | 7          |
| 14 juli 1988      | F      | Kensington                       | Official Monster Raving Loony | 61     | 0,3       | 7:a       | 15         |
| 10 november 1988  | F      | Glasgow Govan                    | Official Monster Raving Loony | 174    | 0,6       | 7:a       | 8          |
| 15 december 1988  | F      | Epping Forest                    | Official Monster Raving Loony | 208    | 0,6       | 7:a       | 9          |
| 23 februari 1989  | F      | Richmond (Yorks)                 | Official Monster Raving Loony | 167    | 0,3       | 6:a       | 9          |
| 4 maj 1989        | F      | Vale of Glamorgan                | Official Monster Raving Loony | 266    | 0,6       | 8:a       | 11         |
| 15 juni 1989      | F      | Vauxhall                         | Official Monster Raving Loony | 106    | 0,4       | 10:a      | 14         |
| 22 mars 1990      | F      | Mid Staffordshire                | Official Monster Raving Loony | 336    | 0,6       | 7:a       | 14         |
| 24 maj 1990       | F      | Bootle 2                         | Official Monster Raving Loony | 418    | 1,2       | 6:a       | 8          |
| 27 september 1990 | F      | Knowsley South                   | Official Monster Raving Loony | 197    | 0,9       | 6:a       | 7          |
| 8 november 1990   | F      | Bootle 3                         | Official Monster Raving Loony | 310    | 1,1       | 5:a       | 7          |
| 7 mars 1991       | F      | Ribble Valley 3                  | Official Monster Raving Loony | 278    | 0,6       | 6:a       | 9          |
| 4 april 1991      | F      | Neath                            | Official Monster Raving Loony | 263    | 0,8       | 7:a       | 8          |
| 16 maj 1991       | F      | Monmouth 4                       | Official Monster Raving Loony | 314    | 0,7       | 4:a       | 7          |
| 4 juli 1991       | F      | Liverpool Walton                 | Official Monster Raving Loony | 546    | 1,4       | 5:a       | 6          |
| 9 april 1992      | A      | Huntingdon 1                     | Official Monster Raving Loony | 728    | 1,0       | 6:a       | 10         |
| 9 april 1992      | A      | Islwyn 5                         | Official Monster Raving Loony | 547    | 1,3       | 5:a       | 5          |
| 9 april 1992      | A      | Yeovil 6                         | Official Monster Raving Loony | 338    | 0,6       | 5:a       | 6          |
| 6 maj 1993        | F      | Newbury                          | Official Monster Raving Loony | 432    | 0,7       | 7:a       | 19         |
| 29 juli 1993      | F      | Christchurch                     | Official Monster Raving Loony | 404    | 0,8       | 5:a       | 6          |
| 5 maj 1994        | F      | Rotherham                        | Official Monster Raving Loony | 1,114  | 4,2       | 4:a       | 5          |
| 9 juni 1994       | F      | Bradford South                   | Official Monster Raving Loony | 727    | 2,4       | 4:a       | 5          |
| 9 juni 1994       | F      | Eastleigh                        | Official Monster Raving Loony | 783    | 1,4       | 5:a       | 14         |
| 16 februari 1995  | F      | Islwyn                           | Official Monster Raving Loony | 506    | 2,2       | 5:a       | 7          |
| 25 maj 1995       | F      | Perth and Kinross                | Official Monster Raving Loony | 586    | 1,4       | 5:a       | 9          |
| 27 juli 1995      | F      | Littleborough and Saddleworth    | Official Monster Raving Loony | 782    | 1,9       | 4:a       | 10         |
| 1 februari 1996   | F      | Hemsworth                        | Official Monster Raving Loony | 652    | 3,0       | 5:a       | 10         |
| 11 april 1996     | F      | South East Staffordshire         | Official Monster Raving Loony | 506    | 1,2       | 5:a       | 13         |
| 31 juli 1997      | F      | Uxbridge                         | Official Monster Raving Loony | 396    | 1,3       | 4:a       | 11         |
| 20 november 1997  | F      | Winchester                       | Official Monster Raving Loony | 316    | 0,6       | 5:a       | 8          |

Noter:-
- 1 Detta val vanns av premiärministern.
- 2 Sutch fick ett bättre resultat än det socialdemokratiska partiet SDP.
- 3 Sutch fick ett bättre resultat än det liberala partiet, Liberal Party.
- 4 Sutch fick ett bättre resultat än den gemensamma kandidaten från Green Party of England and Wales och Plaid Cymru.
- 5 Detta val vanns av oppositionsledaren.
- 6 Detta val vanns av ledaren för Liberaldemokraterna.